# Места тут тихие
«Места тут тихие» — советский фильм 1967 года о лётчиках Северного флота в годы Великой Отечественной войны.
Авторы фильма лично знакомы с темой: в годы войны режиссёр фильма служил в авиации штурманом, а сценарист — механиком бомбардировщика.
Задуманный авторами как история о «бывшем штрафнике», фильм был остановлен после первого просмотра в министерстве, сценарий изменён.
Прототип героя фильма — действительно бывший разжалованный лётчик, приговорённый в 1942 году к расстрелу — штурман 9-го гвардейского минно-торпедного полка авиации Северного флота майор Александр Ильич Скнарёв, в 1944 году посмертно ставший Героем Советского Союза.

## Сюжет
Летчикам Заполярья, воевавшим на колесных машинах над ледяным Баренцовым морем,
 которым так и не довелось узнать, что они Герои Советского Союза:
 СЫРОМЯТНИКОВУ Борису Павловичу, ЛАПШЕНКОВУ Семену Васильевичу. СКНАРЁВУ Александру Ильичу флаг-штурману.
 И товарищам их, не вернувшимся на землю.— Посвящение, предваряющее сценарий фильма. — Источник: Сценарий фильма «Штрафник» // Искусство кино. — 1966. — № 2.
1942 год. Великая Отечественная война. Молодой моторист Морозов вместе с опытным лётчиком майором Кабаровым летят на "самый северный аэродром". Из-за недостатка топлива экипаж вынужден совершить посадку во время бомбардировки на промежуточном аэродроме. Солдаты стройбата ремонтируют взлётную полосу и попадают под новую бомбардировку. Морозов помогает добраться до укрытия немолодому солдату стройбата, в котором
Кабаров узнаёт своего фронтового товарища — штурмана Братнова, известного среди лётчиков своим профессионализмом. Оказывается, Братнов был сбит, попал в плен, бежал оттуда, вернулся к своим, и… был разжалован и отправлен в стройбат.
Кабаров, зная о нехватке опытных штурманов, под личную ответственность берёт Братнова к себе в авиационную часть Северного флота, в Заполярье, на крошечный каменистый островок — «на край света», на котором собраны лучшие экипажи разных флотов для выполнения секретного задания по борьбе с 
немецкими подводными лодками и защите арктических путей караванов союзников.
Во время одного из полётов экипаж Кабарова и Братнова и их ведомого экипажа ханта Овчинникова подвергается атаке малой подводной лодки противника. Кабаров ранен, ведомый не вернулся на базу. Морозов не может найти свою отвёртку и подозревает, что, оставив её при обслуживании самолёта Овчинникова, косвенно мог погубить экипаж. Морозов докладывает о происшествии командиру части Фисюку. Вместе с командиром и старшиной Цыбулькой Морозов пытается найти инструмент.
Понимая, что атаковавшая их малая подводная лодка должна иметь базу недалеко от места атаки, Братнов делится с раненым Кабаровым своей догадкой о наличии секретной плавбазы противника в советском тылу. Кабаров и Фисюк соглашаются с Братновым. У неожиданно прибывшего адъютанта командующего присутствие в части разжалованного Братнова вызывает подозрение. Фисюк вынужден отстранить Братнова от полётов.
Старшина Цыбулька приносит отвёртку Морозова Фисюку. Морозова переводят из мотористов в стрелки-радисты.
Лётчики, среди которых Братнов и Морозов, отправляются в увольнение на "большую землю". Братнов готовится вернуться в стройбат.
Тем временем существование немецкой плавбазы подводных лодок  подтверждено разведкой. Командующий поручает найти и уничтожить её лётчикам Фисюка. Братнова возвращают в часть Фисюка.
Экипаж в составе лётчика Гонтаря, штурмана Братнова и стрелка-радиста Морозова вместе с экипажами Санчеса и Глебика обнаруживают и атакуют плавбазу противника. Цель поражена, но и самолёт Гонтаря подбит. Командир приказывает экипажу покинуть машину. Братнов и Морозов покидают горящий над морем самолёт на парашютах. Гонтарь  остаётся в горящем самолёте и… идёт на таран. Лёжа на спасательном плоте, Морозов видит пролетающий советский самолёт и подаёт ему сигнал.
Спустя полтора месяца выздоровевший Морозов летит в самолёте над морем и молча слушает попутчика, рассказывающего об уничтожении плавбазы и успешном проходе караванов союзников.

## В ролях
- Сергей Никоненко — Тимофей Морозов, матрос-моторист, затем стрелок-радист
- Михаил Глузский — Александр Ильич Братнов, штурман, разжалованный в стройбат
- Николай Гриценко — Савелий Петрович Фисюк, полковник
- Николай Тимофеев — Кабаров, лётчик, майор
- Геннадий Крашенинников — Игорь Гонтарь, лётчик
- Борис Юрченко — Глебик, лётчик
- Анхель Гутьеррес — Санчес, лётчик, испанец
- Болот Бейшеналиев — Стёпа Овчинников, лётчик, старший лейтенант, хант
- Вадим Захарченко — Семён Иванович Трунин, адъютант командующего
- Павел Шпрингфельд — Николай Фёдорович Цыбулька, старшина
- Алексей Алексеев — командующий
- Николай Бармин — генерал
- Леонид Харитонов — военный моряк на полярном аэродроме
- Юрий Киреев — офицер пехотных войск, знакомый Братнова
- Станислав Михин — лётчик
- Светлана Харитонова — Клава, девушка, с которой лётчики познакомились на танцах в клубе
- Майя Менглет — девушка, с которой лётчики познакомились на танцах в клубе
- Даниил Нетребин — военный патруль в клубе на танцах
- Николай Гладков — начальник штаба
- Нина Зорская — врач в военном госпитале
- Андрей Юренев — лётчик Комов
- Герман Полосков — эпизод
- Анатолий Соловьёв — эпизод
- Лев Поляков — Том, американский моряк с перевязанной рукой
- Сергей Торкачевский — американский моряк
- Владимир Ферапонтов — американский моряк

## Создание фильма
Съёмки фильма велись летом 1966 года в Заполярье: в Мурманске, Мирном, острове Кильдин. В фильме использована военная кинохроника.
Изначальный сценарий фильма под названием «Штрафники» был напечатан в журнале «Искусство кино» № 2 за 1966 год, но по указанию из Министерства кинематографии съёмку фильма хотели остановить, однако уже были истрачены деньги, поэтому было принято решение переделать сценарий и перемонтировать отснятый материал. В результате роль Братнова, первоначально главная, заметно сократилась, а фильм был переозвучен: слово «штрафбат» было заменено на «стройбат», а «штрафник» — на «разжалованный».
Фильм был выпущен в прокат в 1967 году, и в целом был принят положительно, но были и отзывы, критикующие показ «разжалованного» героем и «будничное» изображение военного быта:

Кажется всё же неправомерным, чтобы важнейшая часть смысловой нагрузки фильма ложилась… на разжалованного штурмана… Ни к чему также было называть комсоргом девушку, которая появляется в фильме лишь для того, чтобы угостить лётчиков спиртом из медицинских запасов. В третьих, вызывает обиду за высокообразованных советских командиров нарочитая грубость обращения, заданная авторами сценария отдельным действующим лицам.— капитан II ранга И. Колкер, статья «Против отдельных трактовок» // Газета «На страже Заполярья», 15 июня 1967 года.

## Критика
«Места тут тихие» — лента суровая, честная, мужественная. В ней нет желания во что вы то ни стало поразить, «завлечь» зрителя остротой фабулы, модными ретроспекциями или необычными ракурсами. Постановщик Г. Щукин и оператор В. Листопадов нашли выразительный, суровый, холодный пейзаж: серые камни, бесконечность и холодность воды, затянутое облаками небо, и снова камни, камни, камни. Поросшие мхом, мёртвые, холодные. Пейзажу, так же как и фильму в целом, присуще строгое самоограничение в использовании красок, подробностей, деталей. С большой эмоциональной силой показаны сцены воздушных атак. Удачно использованы органично военной кинохроники. Скупо, немногословно повествует фильм о замечательных людях, и в этом немногословии заключено особое к ним уважение.— Советский экран, 1967
Не была оставлена критикой без внимание и разница сценария и снятого фильма, и была высоко оценена игра исполнителя роли Братнова актёра Михаила Глузского, сумевшего и в сокращённом до рядовой роли — показать главную, выделив героя из остальных, не потеряться среди других героев фильма, вместо образующих в кадре единый, слитный образ воинского коллектива:

Конфликт, из-за которого штурман Братнов попал в стройбат, в фильме неясен, расплывчат. И артисту М. Глузскому стоило немалого труда на весьма ограниченном драматургическом материале создать образ советского офицера, коммуниста, сумевшего побороть душевный разлад, обиду, чтобы безраздельно посвятить себя борьбе за общее дело. Но при всей своей пунктирности образ Братнова в исполнении М. Глузского самобытен, значителен, несёт важнейшую тему картины — тему доверия к человеку, патриотизма, мужества и стойкости.— Советский экран, 1967